# Liste des ministres français de la Sécurité sociale
Le tableau ci-dessous liste les personnalités membres du gouvernement français titulaires du poste responsable des questions de la sécurité sociale, de la protection sociale, de la prévoyance et de l'assurance maladie.
Les dates indiquées sont les dates de prise ou de cessation des fonctions, qui sont en général la veille de la date du Journal officiel dans lequel est paru le décret de nomination.

## Troisième République
| Ministre                      | Intitulé                                                                  | Ministre délégué ou secrétaire d'État | Intitulé                                                         | Gouvernement                       | Début             | Fin               | Chef de l'État      |
| ----------------------------- | ------------------------------------------------------------------------- | ------------------------------------- | ---------------------------------------------------------------- | ---------------------------------- | ----------------- | ----------------- | ------------------- |
| René Viviani                  | Ministre Travail et Prévoyance sociale                                    | aucun                                 | aucun                                                            | Clemenceau 1 et Briand 1           | 25 octobre 1906   | 3 novembre 1910   | Armand Fallières    |
| Louis Lafferre                | Ministre Travail et Prévoyance sociale                                    | aucun                                 | aucun                                                            | Briand 2                           | 3 novembre 1910   | 2 mars 1911       | Armand Fallières    |
| Joseph Paul-Boncour           | Ministre Travail et Prévoyance sociale                                    | aucun                                 | aucun                                                            | Monis                              | 2 mars 1911       | 27 juin 1911      | Armand Fallières    |
| René Renoult                  | Ministre Travail et Prévoyance sociale                                    | aucun                                 | aucun                                                            | Caillaux                           | 27 juin 1911      | 14 janvier 1912   | Armand Fallières    |
| Léon Bourgeois                | Ministre Travail et Prévoyance sociale                                    | aucun                                 | aucun                                                            | Poincaré 1                         | 14 janvier 1912   | 21 janvier 1913   | Armand Fallières    |
| René Besnard                  | Ministre Travail et Prévoyance sociale                                    | aucun                                 | aucun                                                            | Briand 3                           | 21 janvier 1913   | 18 février 1913   | Armand Fallières    |
| René Besnard                  | Ministre Travail et Prévoyance sociale                                    | aucun                                 | aucun                                                            | Briand 4                           | 18 février 1913   | 22 mars 1913      | Raymond Poincaré    |
| Henry Chéron                  | Ministre Travail et Prévoyance sociale                                    | aucun                                 | aucun                                                            | Barthou                            | 22 mars 1913      | 9 décembre 1913   | Raymond Poincaré    |
| Albert Métin                  | Ministre Travail et Prévoyance sociale                                    | aucun                                 | aucun                                                            | Doumergue 1                        | 9 décembre 1913   | 9 juin 1914       | Raymond Poincaré    |
| Jean-Baptiste Abel            | Ministre Travail et Prévoyance sociale                                    | aucun                                 | aucun                                                            | Ribot 4                            | 9 juin 1914       | 13 juin 1914      | Raymond Poincaré    |
| Maurice Couyba                | Ministre Travail et Prévoyance sociale                                    | aucun                                 | aucun                                                            | Viviani 1                          | 13 juin 1914      | 26 août 1914      | Raymond Poincaré    |
| Jean-Baptiste Bienvenu-Martin | Ministre Travail et Prévoyance sociale                                    | aucun                                 | aucun                                                            | Viviani 2                          | 26 août 1914      | 29 octobre 1915   | Raymond Poincaré    |
| Albert Métin                  | Ministre Travail et Prévoyance sociale                                    | aucun                                 | aucun                                                            | Briand 5                           | 29 octobre 1915   | 12 décembre 1916  | Raymond Poincaré    |
| Étienne Clémentel             | Ministre Commerce, Industrie, Agriculture, Travail, Postes et Télégraphes | Constant Roden                        | S. S. d'État Travail et Prévoyance sociale                       | Briand 6                           | 12 décembre 1916  | 20 mars 1917      | Raymond Poincaré    |
| Léon Bourgeois                | Ministre Travail et Prévoyance sociale                                    | Constant Roden                        | S. S. d'État Travail et Prévoyance sociale                       | Ribot 5                            | 20 mars 1917      | 12 septembre 1917 | Raymond Poincaré    |
| André Renard                  | Ministre Travail et Prévoyance sociale                                    | aucun                                 | aucun                                                            | Painlevé 1                         | 12 septembre 1917 | 16 novembre 1917  | Raymond Poincaré    |
| Pierre Colliard               | Ministre Travail et Prévoyance sociale                                    | aucun                                 | aucun                                                            | Clemenceau 2                       | 16 novembre 1917  | 2 décembre 1919   | Raymond Poincaré    |
| Paul Jourdain                 | Ministre Travail et Prévoyance sociale                                    | aucun                                 | aucun                                                            | Clemenceau 2                       | 2 décembre 1919   | 20 janvier 1920   | Raymond Poincaré    |
| Jules Breton                  | Ministre Hygiène, Assistance et Prévoyance sociales                       | aucun                                 | aucun                                                            | Millerand 1                        | 20 janvier 1920   | 18 février 1920   | Raymond Poincaré    |
| Jules Breton                  | Ministre Hygiène, Assistance et Prévoyance sociales                       | aucun                                 | aucun                                                            | Millerand 2                        | 18 février 1920   | 24 septembre 1920 | Paul Deschanel      |
| Jules Breton                  | Ministre Hygiène, Assistance et Prévoyance sociales                       | aucun                                 | aucun                                                            | Leygues                            | 24 septembre 1920 | 16 janvier 1921   | Alexandre Millerand |
| Georges Leredu                | Ministre Hygiène, Assistance et Prévoyance sociales                       | aucun                                 | aucun                                                            | Briand 7                           | 16 janvier 1921   | 15 janvier 1922   | Alexandre Millerand |
| Paul Strauss                  | Ministre Hygiène, Assistance et Prévoyance sociales                       | aucun                                 | aucun                                                            | Poincaré 2                         | 15 janvier 1922   | 29 mars 1924      | Alexandre Millerand |
| Justin Godart                 | Ministre Travail, Hygiène, Assistance et Prévoyance sociales              | aucun                                 | aucun                                                            | Herriot 1                          | 14 juin 1924      | 17 avril 1925     | Gaston Doumergue    |
| Antoine Durafour              | Ministre Travail, Hygiène, Assistance et Prévoyance sociales              | aucun                                 | aucun                                                            | Painlevé 2 et 3, Briand 8, 9 et 10 | 17 avril 1925     | 19 juillet 1926   | Gaston Doumergue    |
| Louis Pasquet                 | Ministre Travail, Hygiène, Assistance et Prévoyance sociales              | aucun                                 | aucun                                                            | Herriot 2                          | 19 juillet 1926   | 23 juillet 1926   | Gaston Doumergue    |
| André Fallières               | Ministre Travail, Hygiène, Assistance et Prévoyance sociales              | aucun                                 | aucun                                                            | Poincaré 4                         | 23 juillet 1926   | 1 juin 1928       | Gaston Doumergue    |
| Louis Loucheur                | Ministre Travail, Hygiène, Assistance et Prévoyance sociales              | Alfred Oberkirch                      | S. S. d'État Travail, Hygiène, Assistance et Prévoyance sociales | Poincaré 4                         | 1 juin 1928       | 11 novembre 1928  | Gaston Doumergue    |
| Louis Loucheur                | Ministre Travail, Hygiène, Assistance et Prévoyance sociales              | Alfred Oberkirch                      | S. S. d'État Travail, Hygiène, Assistance et Prévoyance sociales | Poincaré 5, Briand 11 et Tardieu 1 | 11 novembre 1928  | 21 février 1930   | Gaston Doumergue    |
| Louis Loucheur                | Ministre Travail, Hygiène, Assistance et Prévoyance sociales              | aucun                                 | aucun                                                            | Chautemps 1                        | 21 février 1930   | 2 mars 1930       | Gaston Doumergue    |
| Pierre Laval                  | Ministre Travail et Prévoyance sociale                                    | Pierre Cathala                        | S. S. d'État Travail et Prévoyance sociale                       | Tardieu 2                          | 2 mars 1930       | 13 décembre 1930  | Gaston Doumergue    |
| Édouard Grinda                | Ministre Travail et Prévoyance sociale                                    | Auguste Mounié                        | S. S. d'État Travail et Prévoyance sociale                       | Steeg                              | 13 décembre 1930  | 27 janvier 1931   | Gaston Doumergue    |
| Adolphe Landry                | Ministre Travail et Prévoyance sociale                                    | Maurice Foulon                        | S. S. d'État Travail et Prévoyance sociale                       | Laval 1                            | 27 janvier 1931   | 13 juin 1931      | Gaston Doumergue    |
| Adolphe Landry                | Ministre Travail et Prévoyance sociale                                    | Maurice Foulon                        | S. S. d'État Travail et Prévoyance sociale                       | Laval 2 et Laval 3                 | 13 juin 1931      | 20 février 1932   | Paul Doumer         |
| Pierre Laval                  | Ministre Travail et Prévoyance sociale                                    | aucun                                 | aucun                                                            | Tardieu 3                          | 20 février 1932   | 3 juin 1932       | Paul Doumer         |
| Albert Dalimier               | Ministre Travail et Prévoyance sociale                                    | aucun                                 | aucun                                                            | Herriot 3                          | 3 juin 1932       | 18 décembre 1932  | Albert Lebrun       |
| Albert Dalimier               | Ministre Travail et Prévoyance sociale                                    | François de Tessan                    | S. S. d'État Travail et Prévoyance sociale                       | Paul-Boncour                       | 18 décembre 1932  | 31 janvier 1933   | Albert Lebrun       |
| François Albert               | Ministre Travail et Prévoyance sociale                                    | aucun                                 | aucun                                                            | Daladier 1                         | 31 janvier 1933   | 26 octobre 1933   | Albert Lebrun       |
| Eugène Frot                   | Ministre Travail et Prévoyance sociale                                    | aucun                                 | aucun                                                            | Sarraut 1                          | 26 octobre 1933   | 26 novembre 1933  | Albert Lebrun       |
| Lucien Lamoureux              | Ministre Travail et Prévoyance sociale                                    | aucun                                 | aucun                                                            | Chautemps 2                        | 26 novembre 1933  | 9 janvier 1934    | Albert Lebrun       |
| Eugène Frot                   | Ministre Travail et Prévoyance sociale                                    | aucun                                 | aucun                                                            | Chautemps 2                        | 9 janvier 1934    | 30 janvier 1934   | Albert Lebrun       |
| Jean Valadier                 | Ministre Travail et Prévoyance sociale                                    | aucun                                 | aucun                                                            | Daladier 2                         | 30 janvier 1934   | 9 février 1934    | Albert Lebrun       |

## Seconde Guerre mondiale
| Ministre      | Intitulé                                                           | Ministre délégué ou secrétaire d'État | Intitulé | Gouvernement             | Début        | Fin             | Chef de l'État    |
| ------------- | ------------------------------------------------------------------ | ------------------------------------- | -------- | ------------------------ | ------------ | --------------- | ----------------- |
| Marcel Déat   | Ministre secrétaire d’État au Travail et à la Solidarité nationale | aucun                                 | aucun    | Pierre Laval 6 (à Vichy) | 16 mars 1944 | 20 août 1944    | Philippe Pétain   |
| Adrien Tixier | Commissaire au Travail et à la Prévoyance sociale                  | aucun                                 | aucun    | CFLN (à Alger)           | 7 juin 1943  | 9 novembre 1943 | Charles de Gaulle |

## Quatrième République
| Ministre              | Intitulé                                       | Ministre délégué ou secrétaire d'État | Intitulé                                 | Gouvernement                                  | Début             | Fin              | Chef de l'État    |
| --------------------- | ---------------------------------------------- | ------------------------------------- | ---------------------------------------- | --------------------------------------------- | ----------------- | ---------------- | ----------------- |
| Alexandre Parodi      | Ministre Travail et Sécurité sociale           | aucun                                 | aucun                                    | de Gaulle 1                                   | 10 septembre 1944 | 21 novembre 1945 | Charles de Gaulle |
| Ambroise Croizat      | Ministre Travail et Sécurité sociale           | Marius Patinaud                       | S. S. d'État Travail et Sécurité sociale | Gouin                                         | 26 janvier 1946   | 24 juin 1946     | Félix Gouin       |
| Ambroise Croizat      | Ministre Travail et Sécurité sociale           | aucun                                 | aucun                                    | Bidault 1                                     | 24 juin 1946      | 16 décembre 1946 | Georges Bidault   |
| Daniel Mayer          | Ministre Travail et Sécurité sociale           | aucun                                 | aucun                                    | Blum 3                                        | 16 décembre 1946  | 22 janvier 1947  | Léon Blum         |
| Amboise Croizat       | Ministre Travail et Sécurité sociale           | aucun                                 | aucun                                    | Ramadier                                      | 22 janvier 1947   | 4 mai 1947       | Vincent Auriol    |
| Robert Lacoste        | Ministre Travail et Sécurité sociale (intérim) | aucun                                 | aucun                                    | Ramadier                                      | 4 mai 1947        | 9 mai 1947       | Vincent Auriol    |
| Daniel Mayer          | Ministre Travail et Sécurité sociale           | aucun                                 | aucun                                    | Ramadier                                      | 9 mai 1947        | 22 octobre 1947  | Vincent Auriol    |
| Daniel Mayer          | Ministre Travail et Sécurité sociale           | aucun                                 | aucun                                    | Schumann 1 et 2, Marie, Queuille 1            | 24 novembre 1947  | 28 octobre 1949  | Vincent Auriol    |
| Pierre Ségelle        | Ministre Travail et Sécurité sociale           | aucun                                 | aucun                                    | Bidault 2                                     | 29 octobre 1949   | 7 février 1950   | Vincent Auriol    |
| Paul Bacon            | Ministre Travail et Sécurité sociale           | aucun                                 | aucun                                    | Bidault 2                                     | 7 février 1950    | 2 juillet 1950   | Vincent Auriol    |
| Paul Bacon            | Ministre Travail et Sécurité sociale           | aucun                                 | aucun                                    | Queuille 2 et 3, Pleven 1 et 2, Edgar Faure 1 | 2 juillet 1950    | 8 mars 1952      | Vincent Auriol    |
| Pierre Garet          | Ministre Travail et Sécurité sociale           | aucun                                 | aucun                                    | Pinay                                         | 8 mars 1952       | 8 janvier 1953   | Vincent Auriol    |
| Paul Bacon            | Ministre Travail, Sécurité sociale             | aucun                                 | aucun                                    | Mayer                                         | 8 janvier 1953    | 28 juin 1953     | Vincent Auriol    |
| Paul Bacon            | Ministre Travail et Sécurité sociale           | aucun                                 | aucun                                    | Laniel                                        | 28 juin 1953      | 19 juin 1954     | Vincent Auriol    |
| Eugène Claudius-Petit | Ministre Travail et Sécurité sociale           | aucun                                 | aucun                                    | Mendès France                                 | 19 juin 1954      | 3 septembre 1954 | René Coty         |
| Louis Aujoulat        | Ministre Travail et Sécurité sociale           | aucun                                 | aucun                                    | Mendès France                                 | 3 septembre 1954  | 23 février 1955  | René Coty         |
| Paul Bacon            | Ministre Travail et Sécurité sociale           | aucun                                 | aucun                                    | Edgar Faure 2                                 | 23 février 1955   | 1er février 1956 | René Coty         |
| Albert Gazier         | Ministre des Affaires sociales                 | Jean Minjoz                           | S. d'État Travail et Sécurité sociale    | Mollet et Bourgès-Maunoury                    | 1er février 1956  | 6 novembre 1957  | René Coty         |
| Paul Bacon            | Ministre Travail et Sécurité sociale           | aucun                                 | aucun                                    | Gaillard                                      | 6 novembre 1957   | 18 novembre 1957 | René Coty         |
| Paul Bacon            | Ministre Travail et Sécurité sociale           | Jean Maga-Coutoucou                   | S. S. d'État Travail et Sécurité sociale | Gaillard                                      | 18 novembre 1957  | 14 mai 1958      | René Coty         |
| Paul Bacon            | Ministre Travail et Sécurité sociale           | aucun                                 | aucun                                    | Pflimlin                                      | 14 mai 1958       | 1 juin 1958      | René Coty         |

## Cinquième République
Voir la liste des ministres français de la Santé.